# Nova varna zapora Černobil
Nova varna zapora Černobil je betonsko-železna zgradba, zgrajena za zadrževanje uhajanja sevanja iz poškodovanega reaktorja 4 v jedrski elektrarni Černobil v Ukrajini, ki je bil uničen med černobilsko katastrofo leta 1986. Zgradba zapira tudi začasno zaščitno strukturo (sarkofag), ki je bila zgrajena okoli reaktorja takoj po nesreči. Nova varna zapora je namenjena preprečevanju izpuščanja radioaktivnih onesnaževalcev, ščiti reaktor pred zunanjimi vplivi, olajšuje demontažo in razgradnjo reaktorja in celotne elektrarne ter preprečuje vdor vode.
Nova varna zapora je megaprojekt, ki je del načrta za černobilsko zaščitno zgradbo in ga podpira Sklad za zaščitno zgradbo černobilskega reaktorja. Načrtovan je bil s primarnim ciljem omejiti radioaktivne ostanke reaktorja 4 v naslednjih 100 letih. Njegov namen je tudi omogočiti delno rušenje prvotnega sarkofaga, ki so ga na hitro zgradili likvidacijski upravitelji Černobila, potem ko je reaktor uničila nesreča.
Beseda zapora se namesto tradicionalnega zadrževalnega hrama uporablja za poudarjanje razlike med zadrževanjem radioaktivnih plinov – primarni namen večine stavb za zadrževanje reaktorjev – in zapiranjem trdnih radioaktivnih odpadkov, kar je glavni namen nove varne zapore.
Leta 2015 je Evropska banka za obnovo in razvoj (EBRD) izjavila, da si mednarodna skupnost prizadeva zapolniti vrzel v financiranju v višini 100 milijonov EUR, pri čemer bo EBRD vodila vlogo upravljavca skladov za razgradnjo v Černobilu. Skupni stroški izvedbenega načrta za černobilsko zaščitno zgradbo, med katerimi je najbolj pomemben element ravno nova varna zapora, naj bi znašali približno 2,15 milijarde EUR (2,3 milijarde USD). Nova varna zapora predstavlja 1,5 milijarde EUR. 
Francoski konzorcij Novarka s partnerji Vinci Construction Grands Projets in Bouygues Travaux Publics je zasnoval in zgradil novo varno zadrževalnico. Gradnja je bila končana konec leta 2018.

## Starejša struktura
Prvotna struktura, ki se uradno imenuje zaščitna zgradba, pogosto pa kar sarkofag, je bila zgrajena med majem in novembrom 1986. To je bil nujni ukrep za zadrževanje radioaktivnih snovi v reaktorju 4 v černobilski jedrski elektrarni (ČAE). Zaščitna zgradba je bila zgrajena v skrajnih razmerah, z zelo visoko stopnjo sevanja in v skrajnih časovnih omejitvah. Struktura zaščitne zgradbe je bila zmerno uspešna pri omejevanju radioaktivne kontaminacije in zagotavljanju spremljanja po nesreči uničene jedrske reaktorske enote; ocenjeno je bilo, da do 95 % prvotnega radioaktivnih snovi iz reaktorja 4 ostalo znotraj ruševin reaktorske stavbe.
Strukturo zaščitne zgradbe podpirajo predvsem poškodovani ostanki stavbe reaktorja 4. Po ocenah so te v veliki meri strukturno nestabilne zaradi eksplozivnih sil, ki jih je povzročila nesreča. Trije glavni konstrukcijski nosilci podpirajo streho konstrukcije zaščitne zgradbe. Dva nosilca, običajno imenovana B-1 in B-2, vodita v smeri vzhod-zahod in podpirata strešne nosilce in plošče. Tretji, masivnejši nosilec, »Mammoth Beam«, se razteza na največji razdalji čez streho od vzhoda proti zahodu in pomaga pri podpiranju strešnih nosilcev in plošč. Streha zaščitne zgradbe je sestavljena iz jeklenih cevi s premerom 1 meter, položenih vodoravno od severa proti jugu, in jeklenih plošč, ki ležijo pod kotom, tudi v smeri sever-jug.
Zaščitna zgradba nikoli ni bila mišljena kot trajna zadrževalna konstrukcija. Nenehno propadanje zgradbe  je povečalo tveganje, da bi radioaktivnost uhajala v okolje. Med letoma 2004 in 2008 so delavci stabilizirali streho in zahodno steno zaščitne zgradbe. Vendar je bila za nadaljevanje zadrževanja radioaktivnih ostankov reaktorja 4 v Černobilski jedrski elektrarni potrebna izgradnja novega varnega sarkofaga.
Nadaljnje nadgradnje območja v pripravah na gradnjo nove varne zapore so bile končane leta 2010. K temu so spadale cestne in železniške povezave, gradbene storitve (elektrika, voda, odtoki in komunikacije), oprema za delavce (vključno z zdravstvenimi ustanovami in ustanovami za zaščito pred sevanjem) in namestitev sistema za dolgoročno spremljanje. 

## Načrtovanje in gradnja novega sarkofaga
Leta 1992 je Ukrajina razpisala  idejni natečaj z namenom zasnove zadrževalnega ograjenega prostora nad obstoječimi sarkofagom. Na natečaju je zmagala evropska skupina z naslovom »Resolution« pod vodstvom Campenona Bernarda SGE (Vinci).
Leta 1994 je Evropska komisija financirala študijo izvedljivosti, katere namen je bil zavarovati sarkofag. Skupina »Alliance« je predstavljala šest evropskih podjetij: Campenon Bernard SGE – Francija (vodja), AEA Technology – Združeno kraljestvo, Bouygues – Francija, SGN – Francija, Taywood Engineering – Velika Britanija, Walter Bau – Nemčija.
Leta 2004 so objavili javni razpis (Nova varna zapora) za nov sarkofag, ki bi omogočil demontiranje prejšnjega, že poslabšanega sarkofaga. Za to priložnost je bil ustanovljen francoski konzorcij Novarka, ki je podal najnižjo ponudbo   (novembra 2004 tehnično ponudbo in nato finančno ponudbo). Pogodba med Novarko in ukrajinskimi oblastmi je bila podpisana v Kijevu 17. septembra 2007.
V letih 2010–2011 je bilo ob jedrski elektrarni pripravljeno zbirno mesto, gradnja sarkofaga pa se je začela aprila 2012. Do septembra 2013 je bila dvignjena prva polovica loka; sestavljen je bil aprila 2014. V drugi polovici leta so bili dvižni deli opravljeni aprila, avgusta in oktobra 2014. Oktobra 2015 sta bili obe polovici loka združeni v enotno strukturo. 
Do novembra 2016 je bila na lokaciji poleg četrtega reaktorja zaključena namestitev »lokov«. 14. novembra se je drsni postopek začel z velikim številom dvigal, postopek bi po ocenah lahko trajal približno 4 dni. 29. novembra 2016 je EBRD napovedala uspešen zaključek namestitve reaktorske zgradbe, potekala pa je tudi slavnostna prireditev, na kateri je sodelovalo več politikov in predstavnikov EBRD. Nadaljevalo se je delo na priključitvi opreme, kasneje pa je bila konstrukcija dokončana in oprema preizkušena.
Načrtovano je bilo, da se objekt odda v obratovanje do novembra 2017 in se prenese pod nadzor uprave ChNPP, vendar je bil datum prestavljen na leto 2018. 1. junija 2019 je francoski zunanji minister Le Drian obiskal Černobil in pregledal dokončanje loka.
10. julija 2019 je NSC začel obratovati.

## Tehnični podatki
Dolžina: 165 metrov                                                                                                                                                                                                                                                              
Višina: 110 metrov
Širina: 257 metrov
Teža: 36,2 tisoč ton
Število delavcev: 3000
Čas delovanja: 100 let
Stroški projekta: 2,15 milijard EUR
Sarkofag ima tri funkcije:
- zadržuje uhajanje radioaktivnih snovi,

- ščiti prvi propadli sarkofag pred podnebnimi vplivi,

- ščiti delavce na kraju samem; v tem drugem sarkofagu so delavnice, namenjene dekontaminaciji, demontaži in urejanju radioaktivnih snovi za prihodnje varnejše skladiščenje.

## Rušenje obstoječih struktur
Operativna faza novega varnostnega sarkofaga je vključevala rušenje nestabilnih struktur, povezanih s prvotnim sarkofagom. Rušenje je terjalo pomembne zahteve glede nosilnosti lokov in temeljev nove varne zapore, saj so morali ti  nositi težo ne le razstavljene konstrukcije, temveč tudi visečih žerjavov, ki so se uporabljali pri rušenju.

## Varnost delavcev in radioaktivna izpostavljenost
Radioaktivnost pod sarkofagom nadzira na stotine senzorjev. Delavci v »lokalnem območju« imajo dva dozimetra, enega, ki prikazuje izpostavljenost v realnem času, in drugega, ki beleži podatke za dnevnik delavčeve izpostavljenosti. 
Delavci imajo dnevno in letno mejo izpostavljenosti sevanju. Njihov dozimeter zapiska, če je dosežena omejitev, in dostop delavca do delovišča je nadalje onemogočen. Letna meja (20 milisevertov) se lahko doseže na primer z 12-minutnim zadrževanjem nad streho prvega sarkofaga iz leta 1986 ali nekajurnim zadrževanjem okoli njegovega dimnika.

## Odgovorne organizacije
Evropska banka za obnovo in razvoj (EBRD) je odgovorna za upravljanje izvedbenega načrta sarkofaga, vključno z nadzorom nad gradnjo novega varnega sarkofaga. 

## Ruska invazija na Ukrajino
Med rusko invazijo na Ukrajino je ukrajinski predsednik Volodimir Zelenski sporočil, da je ponoči 14. februarja 2025 sarkofag zadel ruski dron z eksplozivno bojno glavo in ga močno poškodoval. Eksplozija je povzročila požar, ki je bil pogašen. Napad je potrdila Mednarodna agencija za jedrsko energijo in dodala, da ni prišlo do uhajanja sevanja. 
Rusija je odgovornost za napad zanikala in brez predložitve dokazov zanj obtožila Ukrajino. Ukrajina je medtem objavila fotografije ostankov drona Šahed-136, ki jih množično uporablja Rusija, in škodo na sarkofagu. 
Ukrajinska protiletalska obramba je poročala, da je v noči 14. februarja Rusija napadla Ukrajino s 133 droni tipa Šahed, od tega je bilo 73 sestreljenih. Evropska unija je ruski napad obsodila.

## Galerija
- Novi varnostni sarkofag med gradnjo leta 2013.
- Panoramni pogled na Černobilsko jedrsko elektrarno in novi varnostni sarkofag med gradnjo junija 2013.
- Novi varnostni sarkofag med gradnjo aprila 2015.
- Gradnja sarkofaga v aprilu 2015.
- Gradnja sarkofaga v marcu 2016.
- Novi varnostni sarkofag med končnimi deli gradnje oktobra 2016.
- Sarkofag proti koncu gradnje oktobra 2016.